# Inocybe

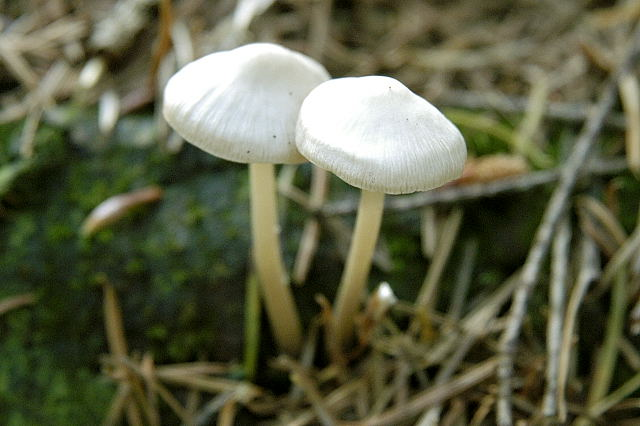
Strzępiak ziemistoblaszkowy

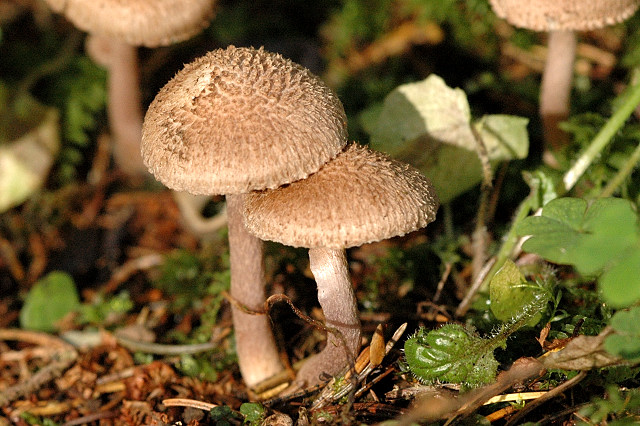
Strzępiak wełnisty

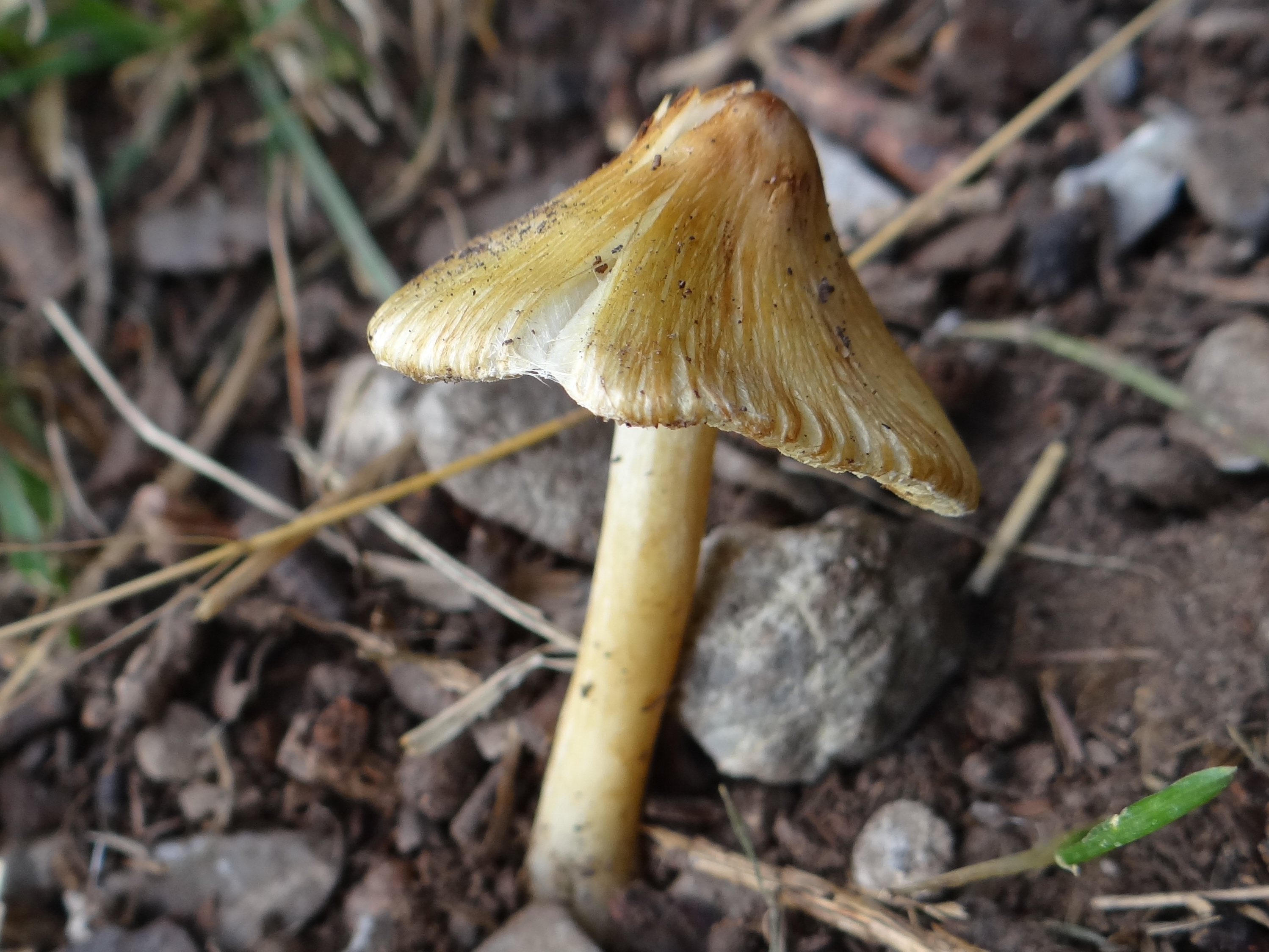
Strzępiak porysowany

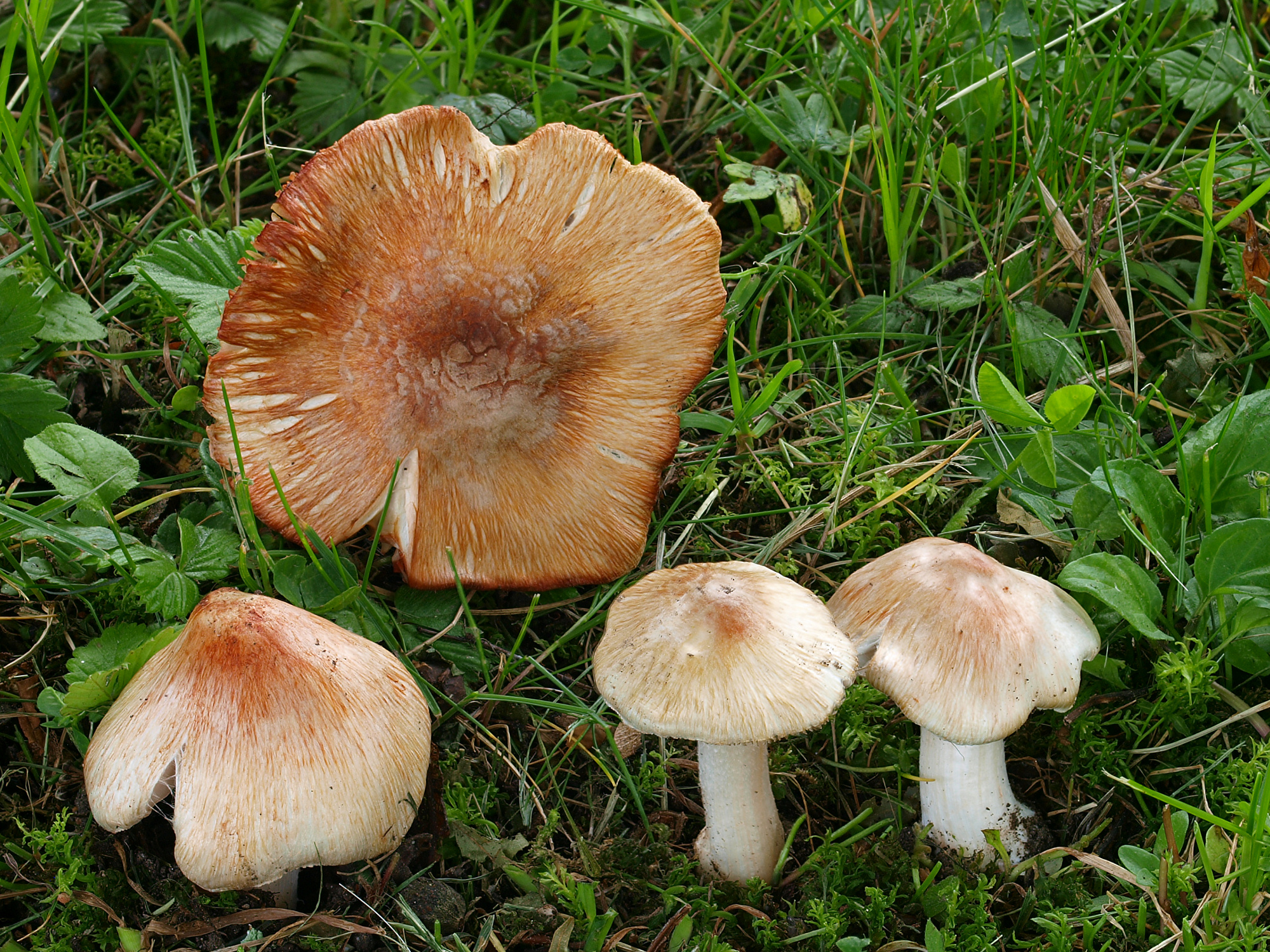
Strzępiak ceglasty

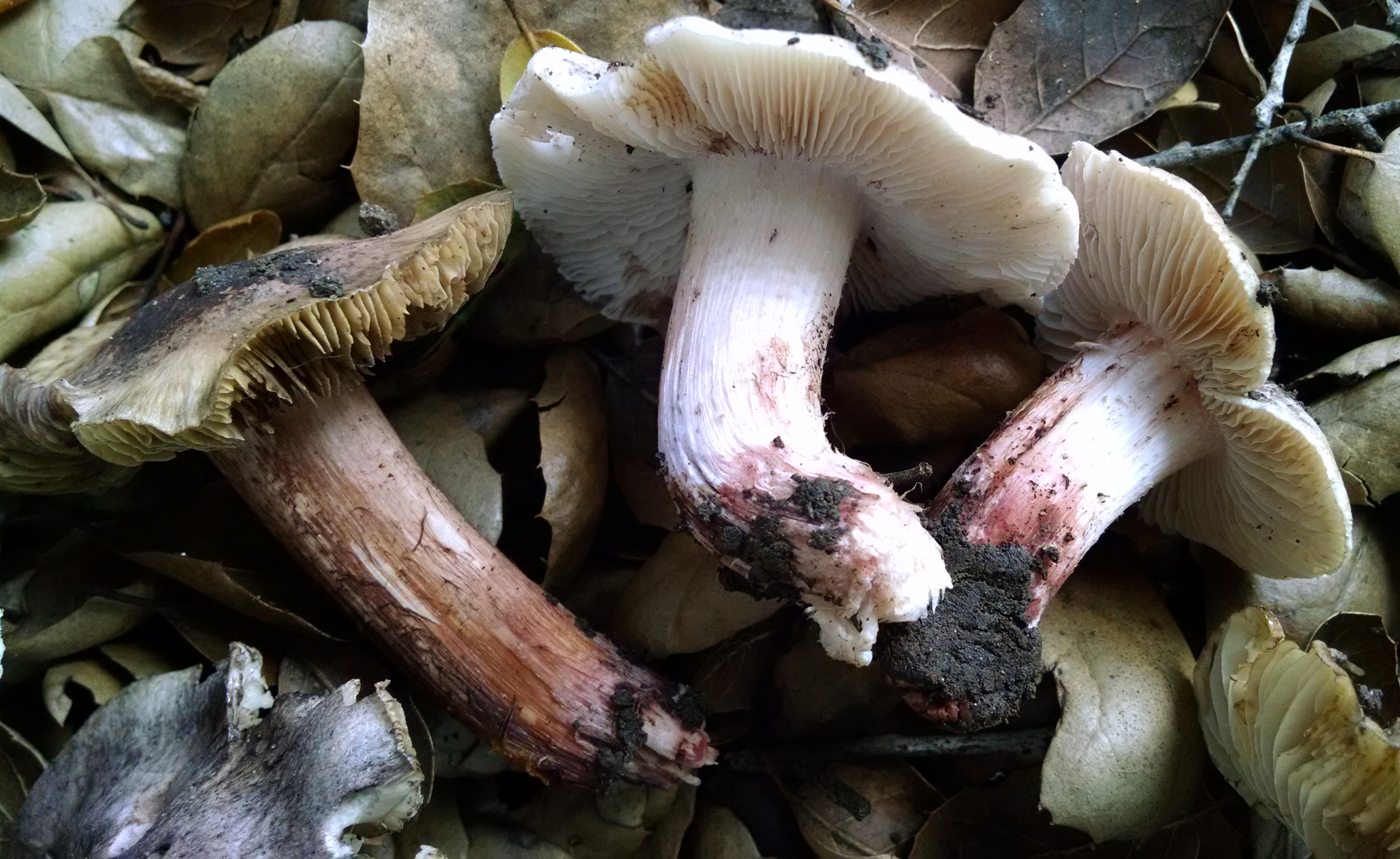
Strzępiak czerwonowinny

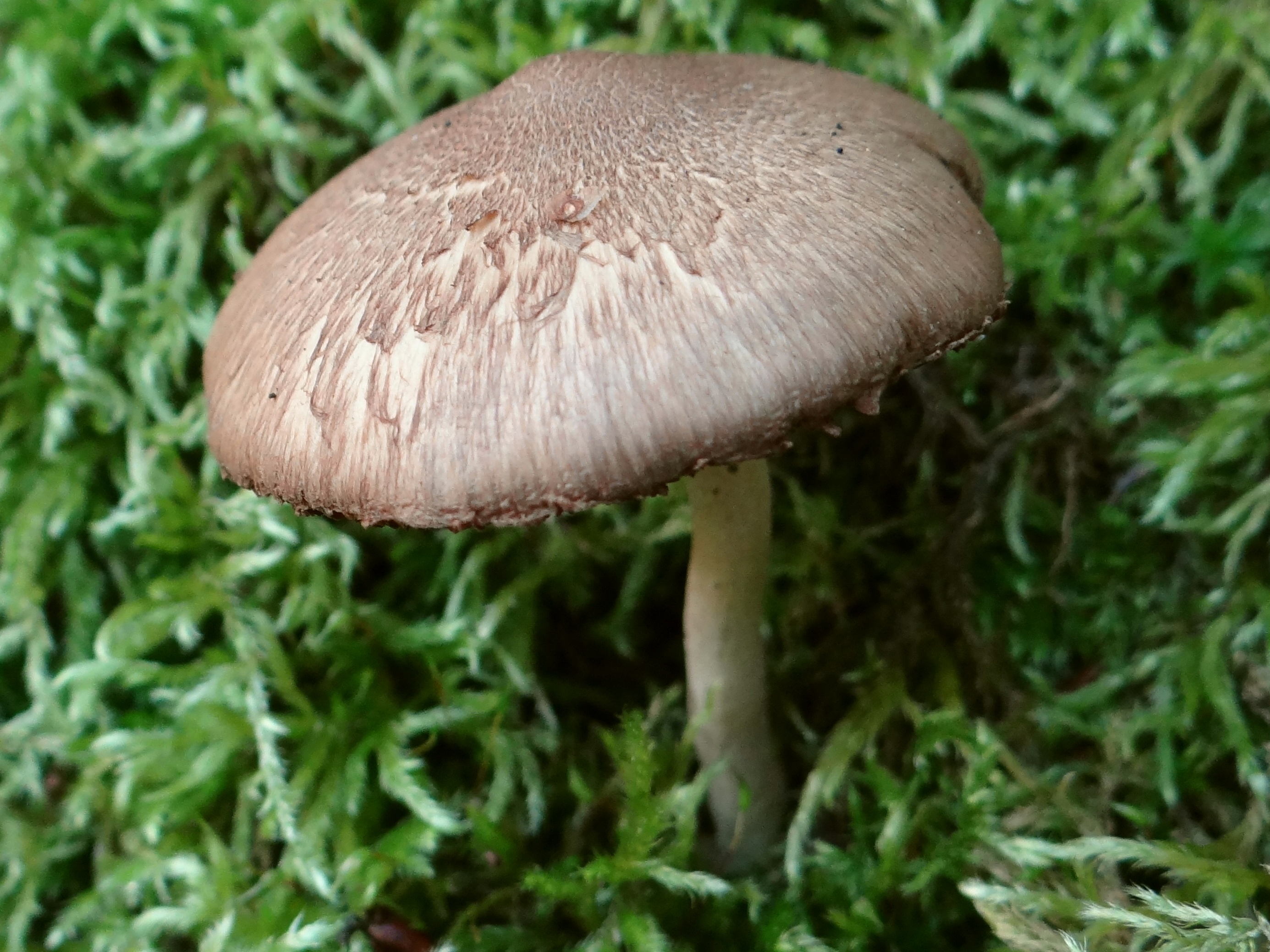
Strzępiak kosmkowaty

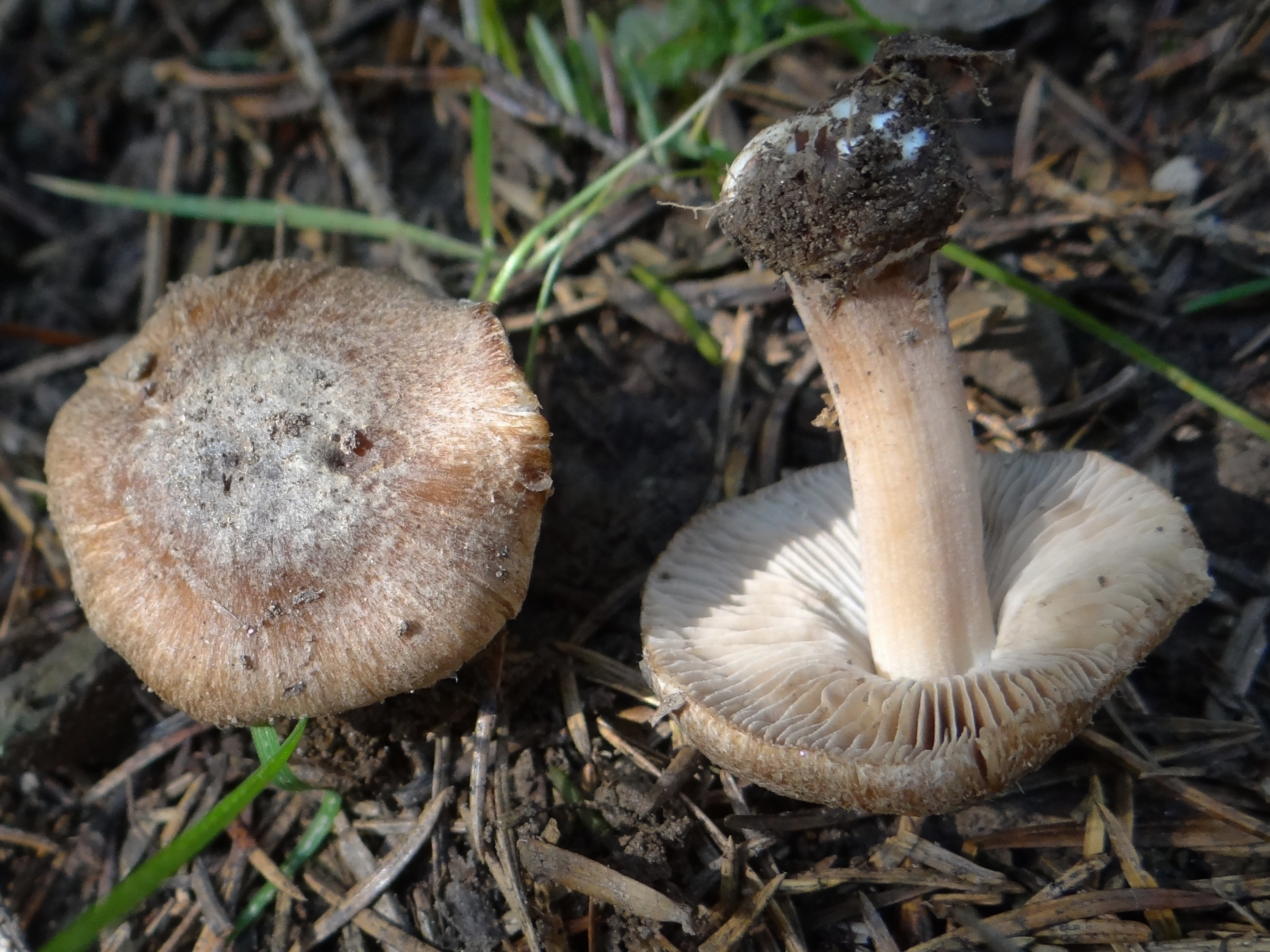
strzępiak bury

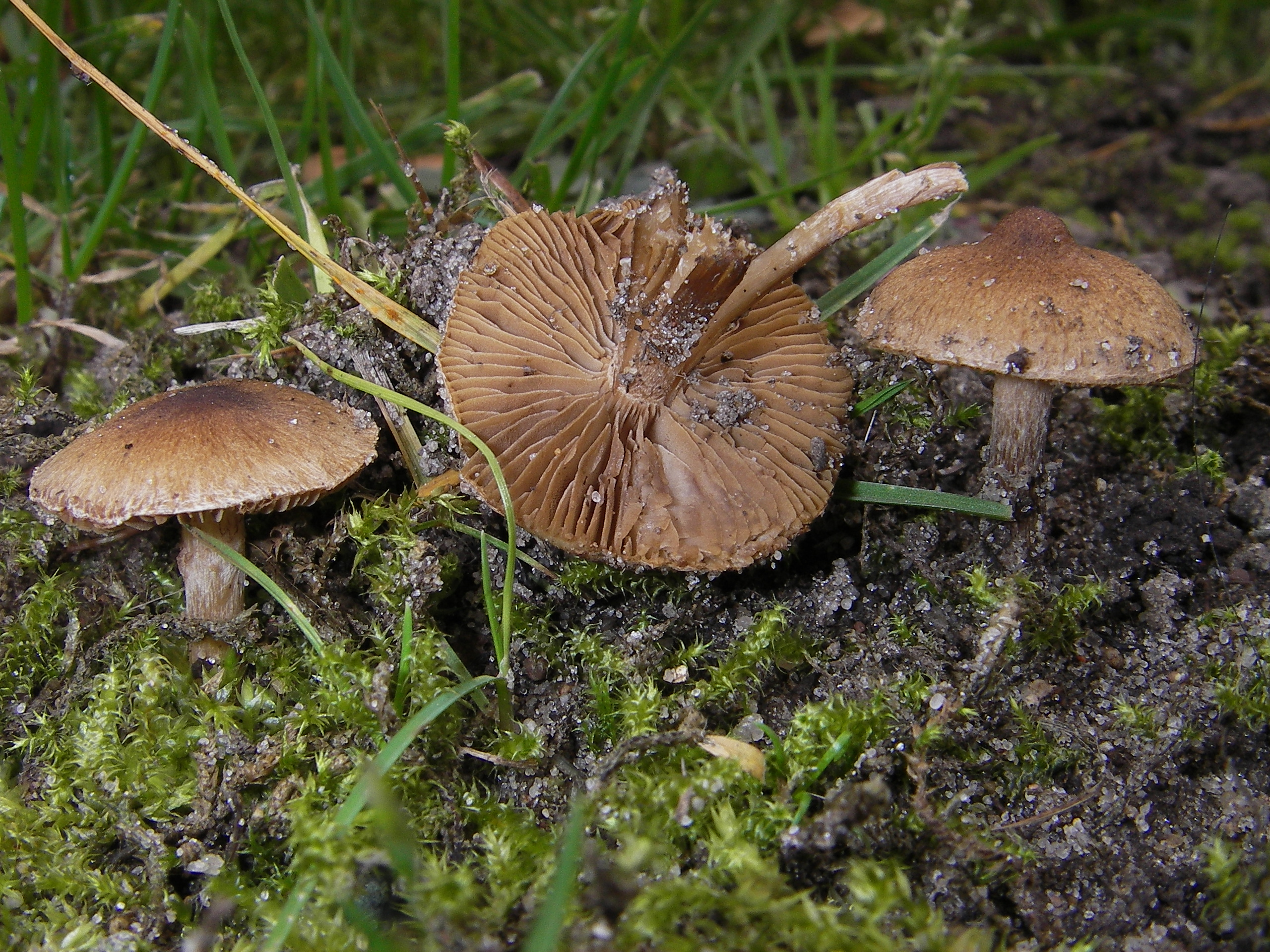
Strzępiak wełenkowy

Inocybe (Fr.) Fr. (strzępiak) – rodzaj grzybów z rodziny strzępiakowatych (Inocybaceae).

## Charakterystyka
Grzyby małe lub średniej wielkości. Kapelusze średnio mięsiste, początkowo stożkowate do dzwonkowatych, potem rozpłaszczające się, ze szczątkami osłony lub bez, czasami promieniście pękające. Zazwyczaj na środku jest mniejszy lub większy brodawkowaty garbek. Powierzchnia włókienkowata, na środku często wełnisto-filcowata, bardzo rzadko gładka. Przy brzegu włókienka często skupiają się w pasemka tworząc mniej lub bardziej odstające kosmki. Barwa powierzchni zwykle w różnych odcieniach brązu, rzadziej różowoceglasta, lub szaroliliowa, ale są też gatunki o barwie białawej lub żółtawej. Blaszki przyrośnięte, prawie wolne lub wycięte (zatokowato lub ząbkiem). Początkowo jasne, potem ciemniejsze – ochrowe, rdzawe, brązowe, czasem z oliwkowym odcieniem. Ostrza blaszek często białawe, a w dojrzałych owocnikach zwykle oszronione, frędzlowate lub karbowane. Trzony zwykle pełne, mniej więcej walcowate, zwykle nieco rozszerzające się ku podstawie, czasami z bulwką z obrzeżeniem. Barwa trzonu taka sama jak kapelusza lub podobna, powierzchnia włókienkowata lub biało oszroniona. Wysyp zarodników w różnych odcieniach brązu. Zarodniki elipsoidalne, migdałkowate, fasolkowate lub wielokanciaste, gładkie lub guzkowate, bez pory rostkowej. Zawsze występują cystydy, na szczycie inkrustowane żywicową masą lub kryształkami węglanu wapnia (metuloidy). Trama blaszek regularna (strzępki biegną równolegle).
Strzępiaki to liczny w gatunki, ale dość jednolity i charakterystyczny rodzaj grzybów. Od blisko spokrewnionych grzybów jego przedstawiciele odróżniają się kilkoma cechami: ich kapelusz jest suchy, włóknisty lub łuseczkowaty, bardzo rzadko jest lepki lub gładki, mają słabo widoczną i szybko zanikającą zasnówkę. Wysyp zarodników jest brudnobrązowy (a nie rdzawy), a zarodniki są drobniutko brodawkowane.
Gatunki strzępiaków występują na wszystkich kontynentach w różnych warunkach, zarówno w siedliskach wilgotnych, jak i suchych. Najliczniej występują w strefie klimatu umiarkowanego na półkuli północnej. Głównymi ich siedliskami są lasy, wiele gatunków preferuje podłoże wapienne. Są to głównie grzyby naziemne, wyjątkowo tylko rozwijają się na drewnie lub mchach.

## Systematyka i nazewnictwo
Pozycja w klasyfikacji według Index Fungorum: Inocybaceae, Agaricales, Agaricomycetidae, Agaricomycetes, Agaricomycotina, Basidiomycota, Fungi.
Synonimy naukowe: Agaricus subgen. Clypeus Britzelm., Agaricus trib. Inocybe Fr., Agmocybe Earle, Astrosporina J. Schröt., Clypeus (Britzelm.) Fayod, Inocibium Earle, Inocybella Zerova.
Liczne gatunki zostały przeniesione do utworzonych w 2019 r. nowych rodzajów Inosperma (Kühner) Matheny & Esteve-Rav., Mallocybe (Kuyper) Matheny, Vizzini & Esteve-Rav. i Pseudosperma Matheny & Esteve-Rav. 2019.
Polską nazwę podał Franciszek Błoński w 1889 r. W polskim piśmiennictwie mykologicznym należące do tego rodzaju gatunki były też opisywane jako gwiaździanka, bedłka, włókniak.

## Gatunki występujące w Polsce
- Inocybe abjecta P. Karst. 1879 – strzępiak białowłóknisty
- Inocybe albomarginata Velen. 1920[6]
- Inocybe acuta Boud. 1917 – strzępiak ostry
- Inocybe alnea Stangl 1979[6]
- Inocybe appendiculata Kühner 1955 – strzępiak frędzlowaty
- Inocybe assimilata Britzelm. 1881 – strzępiak bury[7]
- Inocybe asterospora Quél. 1880 – strzępiak gwiaździstozarodnikowy
- Inocybe auricoma (Batsch) Sacc. 1887 – strzępiak złotowłosy
- Inocybe bresadolae Massee 1904 – strzępiak owocowy
- Inocybe brunneotomentosa Huijsman 1978[6]
- Inocybe calida Velen. 1920 – strzępiak rudy
- Inocybe calospora Quél. 1881 – strzępiak palczastozarodnikowy
- Inocybe catalaunica Singer 1947[6]
- Inocybe cincinnata (Fr.) Quél. 1872 – strzępiak liliowowierzchołkowy
- Inocybe corydalina Quél. 1875 – strzępiak zielonawogarbkowy
- Inocybe curvipes P. Karst. 1890 – strzępiak wełenkowy
- Inocybe decipiens Bres. 1892 – strzępiak niepozorny
- Inocybe dunensis P.D. Orton 1960 – strzępiak wydmowy
- Inocybe duriuscula Rea, in Smith & Rea 1908[6]
- Inocybe erinaceomorpha Stangl & J. Veselský 1979[8]
- Inocybe egenula J. Favre 1955[6]
- Inocybe favrei Bon 1985 – strzępiak brązowooliwkowy
- Inocybe fibrosa (Sowerby) Gillet 1876 – strzępiak włóknisty
- Inocybe flocculosa Sacc. 1887 – strzępiak kosmkowaty
- Inocybe fraudans (Britzelm.) Sacc. 1887[9]
- Inocybe fuligineoatra Huijsman 1955 – strzępiak sadzowatoczarny
- Inocybe fuscidula Velen. 1920 – strzępiak brązowoczarny
- Inocybe geophylla (Bull.) P. Kumm. 1871 – strzępiak ziemistoblaszkowy
- Inocybe glabripes Ricken 1915 – strzępiak drobnozarodnikowy
- Inocybe godeyi Gillet 1874 – strzępiak czerwieniejący
- Inocybe grammata Quél. & Le Bret. 1880 – strzępiak jedwabisty
- Inocybe griseolilacina J.E. Lange 1917 – strzępiak szaroliliowy
- Inocybe griseotarda Poirier 2002[6]
- Inocybe griseovelata Kühner 1955 – strzępiak szaroobłoniony
- Inocybe halophila R. Heim 1931 – strzępiak słonolubny
- Inocybe hirtella Bres. 1884 – strzępiak najeżony[6]
- Inocybe hirtelloides Stangl & J. Veselský 1974 – strzępiak szorstki
- Inocybe hypophaea Furrer-Ziogas 1952 – strzępiak szwajcarski[6]
- Inocybe hystrix (Fr.) P. Karst. 1879 – strzępiak jeżowaty
- Inocybe impexa (Lasch) Kuyper 1986[6]
- Inocybe incarnata Bres. 1884[10]
- nocybe inodora Velen. 1920[6]
- Inocybe jacobi Kühner 1956 – strzępiak białoowłosiony
- Inocybe lacera (Fr.) P. Kumm. 1871 – strzępiak poszarpany
- Inocybe lanatopurpurea Esteve-Rav. & G. Moreno 2014[6]
- Inocybe langei R. Heim 1931 – strzępiak krótkotrzonowy
- Inocybe lanuginosa (Bull.) P. Kumm. 1871 – strzępiak wełnisty
- Inocybe leptophylla G.F. Atk. 1918 – strzępiak ciemnołuseczkowaty
- Inocybe lutescens Velen. 1920[6]
- Inocybe margaritispora (Berk.) Sacc. 1887 – strzępiak perełkowy
- Inocybe masoviensis Rudn.-Jez. 1967 – strzępiak mazowiecki
- Inocybe mixtilis (Britzelm.) Sacc. 1887 – strzępiak jasnobrzegi
- Inocybe mystica Stangl & Glowinski 1980 – strzępiak tajemniczy
- Inocybe napipes J.E. Lange 1917 – strzępiak rzepowaty
- Inocybe nitidiuscula (Britzelm.) Lapl. 1894 – strzępiak późny
- Inocybe oblectabilis (Britzelm.) Sacc. 1895 – strzępiak dziwaczny
- Inocybe obscurobadia (J. Favre) Grund & D.E. Stuntz 1977[6]
- Inocybe ochracea Stangl 1979[6]
- Inocybe ochroalba Bruyl. 1970[6]
- Inocybe ovatocystis Boursier & Kühner 1928[6]
- Inocybe paludinella (Peck) Sacc. 1887 – strzępiak bagienny
- Inocybe personata Kühner 1955[11]
- Inocybe petiginosa (Fr.) Gillet 1876 – strzępiak malutki
- Inocybe phaeodisca Kühner 1955 – strzępiak ciemnowierzchołkowy
- Inocybe phaeoleuca Kühner 1955 – strzępiak brunatny
- Inocybe posterula (Britzelm.) Sacc. 1887 – strzępiak pofałdowany
- Inocybe praetervisa Quél. 1883 – strzępiak brązowożółtawy
- Inocybe proximella P. Karst. 1882 – strzępiak torfowiskowy
- Inocybe pseudoasterospora Kühner & Boursier 1932[6]
- Inocybe pseudodestricta Stangl & J. Veselský 1973[6]
- Inocybe pseudohiulca Kühner 1933 – strzępiak popękany
- Inocybe pseudoumbrina Stangl 1975[6]
- Inocybe pusio P. Karst. 1889 – strzępiak łuseczkowaty
- Inocybe putilla Bres. 1884 – strzępiak żłobkowany
- Inocybe pyriodora (Pers.) P. Kumm. 1871 – strzępiak gruszkowonny
- Inocybe relicina (Fr.) Quél. 1888 – strzępiak żółtoblaszkowy
- Inocybe rennyi (Berk. & Broome) Sacc. 1887[6]
- Inocybe salicis Kühner 1955 – strzępiak wierzbowy
- Inocybe sambucina (Fr.) Quél. 1872 – strzępiak bzowy
- Inocybe semifulva Grund & D.E. Stuntz 1981[6]
- Inocybe serotina Peck 1904 – strzępiak piaskowy
- Inocybe similis Bres. 1905 – strzępiak brudnoochrowy
- Inocybe sindonia (Fr.) P. Karst. 1879 – strzępiak drobnowłóknisty
- Inocybe splendens R. Heim 1932 – strzępiak promienisty
- Inocybe stenospora Stangl & Bresinsky 1983[6]
- Inocybe subnudipes Kühner 1953[6]
- Inocybe subporospora Kuyper 1986[6]
- Inocybe tabacina Furrer-Ziogas 1952 – strzępiak tabaczkowy
- Inocybe tarda Kühner 1955[6]
- Inocybe tenebrosa Quél. 1885 – strzępiak czarnonogi
- Inocybe tricolor Kühner 1955[6]
- Inocybe umbratica Quél. 1883 – strzępiak białawy
- Inocybe vulpinella Bruyl. 1970[6]
- Inocybe whitei (Berk. & Broome) Sacc. 1887 – strzępiak pomarańczowoczerwonawy

Nazwy naukowe na podstawie Index Fungorum. Wykaz gatunków występujących w Polsce i nazwy polskie według Władysława Wojewody (nieoznaczone przypisami) i innych (oznaczone przypisami).

## Znaczenie
Grzyby mykoryzowe. Niemal wszystkie gatunki strzępiaków są trujące, lub podejrzane o trujące właściwości. Jak dotąd tylko jeden gatunek uznany został za nietrujący. Strzępiaki zawierają pewną ilość muskaryny – tej samej substancji trującej, która występuje w muchomorach, stąd też zatrucia strzępiakami dają podobne objawy, jak zatrucia muchomorami. Ze względu na niewielką ilość muskaryny zwykle nie są to zatrucia śmiertelne, a tylko powodujące przykre dolegliwości. Z powodu trujących własności nie są zbierane jako grzyby jadalne, ponadto i tak nie mają wartości kulinarnych; są mało mięsiste i często o mało przyjemnym zapachu.